# Michael J. Bloomfield
Michael J. Bloomfield, född 16 mars 1959 i Flint, Michigan, är en amerikansk astronaut uttagen i astronautgrupp 15 den 9 december 1994.

## Rymdfärder
- STS-86
- STS-97
- STS-110